# Хёк, Исаак
Бьёрк Исаак Яве Хёк (швед. Björn Isaac Yawe Höök; Пустой шаблон {{ВД-Преамбула}} ) — шведский футболист, защитник «Сириуса».

## Клубная карьера
Является воспитанником «Уппсалы», затем выступал за «Уник» в низших дивизионах Швеции. В 2022 году попал в юношескую команду «Далькурда», а в декабре того же года подписал с клубом молодёжный контракт. Впервые за основной состав клуба сыграл  19 февраля 2023 года в матче группового этапа кубка страны против «Мьельбю».
Перед сезоном 2024 года присоединился к юношеской команде «Сириуса». В декабре подписал с клубом молодёжный контракт. Первую игру провёл 17 февраля 2025 года в поединке группового этапа кубка против «Хельсингборга». В апреле подписал с командой свой первый профессиональный контракт, рассчитанный на пять лет. 1 июня во встрече с АИК дебютировал в чемпионате Швеции, заменив в компенсированное ко второму тайму время Аугуста Юнгберга.

## Карьера в сборной
В мае 2024 года впервые был приглашён на тренировочный сбор юношеской сборной Швеции.

## Клубная статистика
| Выступление      | Выступление      | Выступление      | Лига | Лига | Кубки | Кубки | Конт. кубки | Конт. кубки | Итого | Итого |
| Клуб             | Лига             | Сезон            | Игры | Голы | Игры  | Голы  | Игры        | Голы        | Игры  | Голы  |
| ---------------- | ---------------- | ---------------- | ---- | ---- | ----- | ----- | ----------- | ----------- | ----- | ----- |
| Далькурд         | Дивизион 1       | 2023             | 3    | 0    | 2     | 0     | 0           | 0           | 5     | 0     |
| Далькурд         | Итого            | Итого            | 3    | 0    | 2     | 0     | 0           | 0           | 5     | 0     |
| Сириус           | Алльсвенскан     | 2025             | 1    | 0    | 3     | 0     | 0           | 0           | 4     | 0     |
| Сириус           | Итого            | Итого            | 1    | 0    | 3     | 0     | 0           | 0           | 4     | 0     |
| Всего за карьеру | Всего за карьеру | Всего за карьеру | 4    | 0    | 5     | 0     | 0           | 0           | 9     | 0     |